# McMurdo

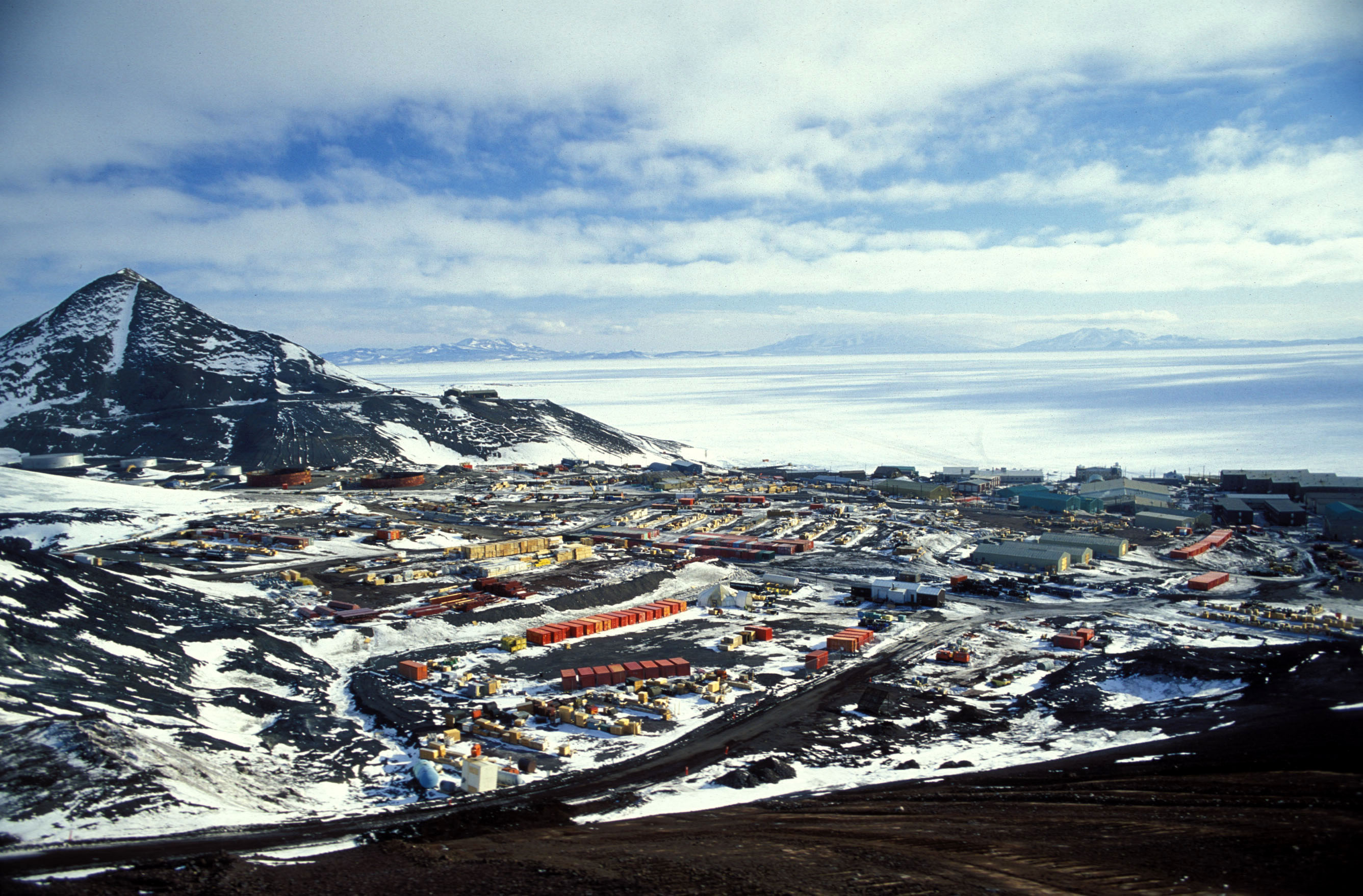
Staţiunea antarctică McMurdo

Stațiunea McMurdo este o stațiune americană antarctică situată în sudul insulei Ross. Stațiunea este situată pe teritoriul Zonei Antarctice Neozeelandeză, teritoriu revendicat de Noua Zeelandă, care posedă stațiunea Scott la 5 kilometri distanță de McMurdo.

## Istoria
Baza a fost construită în 1956, atunci numindu-se Naval Air Facility McMurdo, loc descoperit de exploratorul englez Robert Falcon Scott. 

## Descriere
Ea constă dintr-un port, trei aeroporturi, un helioport, mai mult de o sută de clădiri, avînd singurul loc de culte din Antarctica, Capela Zăpezilor. Stațiunea numără în jur de 1000 de persoane vara, dar mai puțin de 300 în timpul iernii, fiind cea mai mare comunitate din Antarctida (stațiunea poate găzdui până la 1.258 de persoane). Marea parte a populației activează în domeniul științelor.
Acolo se află Centrul Albert P. Crary (CSEC), Observation Hill și o dependență a National Science Foundation.
Stațiunea McMurdo este punctul de lansare a numeroase baloane stratosferice, care beneficiază de circulația foarte regulată a vânturilor în Antarctida pentru a putea efectua turul acestui continent inainte de a fi recuperate aproape de punctul lor de lansare.